# アフガニスタンの地震一覧
アフガニスタンの地震一覧（アフガニスタンのじしんいちらん）では、アフガニスタンで発生した主な地震の記録を年表形式で記載する。

## 一覧
| 時期           | 名称                            | Mw  | 震源地                                   | 備考 |
| -------------- | ------------------------------- | --- | ---------------------------------------- | ---- |
| 1991年2月1日   | アフガニスタン地震 (1991年)     | 6.9 | ヒンドゥークシュ山脈                     |      |
| 1998年2月4日   | アフガニスタン地震 (1998年2月)  | 5.9 | タハール州Rostaq付近                     |      |
| 1998年5月30日  | アフガニスタン地震 (1998年5月)  | 6.9 | タハール州                               |      |
| 2002年3月3日   | アフガニスタン北部地震          | 7.4 | バダフシャーン州ファイザーバード付近     |      |
| 2002年3月25日  | アフガニスタン北部地震          | 6.1 | バグラーン州北東部                       |      |
| 2005年12月12日 | アフガニスタン地震 (2005年)     | 6.7 | ヒンドゥークシュ山脈（バダフシャーン州） |      |
| 2009年4月16日  | アフガニスタン地震 (2009年4月)  | 5.5 | カーブル近郊                             |      |
| 2009年10月22日 | アフガニスタン地震 (2009年10月) | 6.2 | ヒンドゥークシュ山脈（バダフシャーン州） |      |
| 2010年4月18日  | アフガニスタン地震 (2010年)     | 5.4 | ヒンドゥークシュ山脈                     |      |
| 2012年6月11日  | アフガニスタン地震 (2012年)     | 5.4 | バグラーン州北東部                       |      |
| 2012年6月11日  | アフガニスタン地震 (2012年)     | 5.7 | バグラーン州北東部                       |      |
| 2015年10月26日 | アフガニスタン地震 (2015年)     | 7.5 | ヒンドゥークシュ山脈                     |      |
| 2016年4月10日  | アフガニスタン地震 (2016年)     | 6.6 | バダフシャーン州イシュカシム付近         |      |
| 2022年1月17日  | アフガニスタン地震 (2022年1月)  | 5.3 | バードギース州                           |      |
| 2022年6月22日  | アフガニスタン東部地震          | 5.9 | アフガニスタン東部ホーストから南西へ46km |      |
| 2023年3月21日  | アフガニスタン地震 (2023年3月)  | 6.5 | バダフシャーン州                         |      |
| 2023年10月7日  | アフガニスタン西部地震          | 6.3 | ヘラート州                               |      |
| 2023年10月7日  | アフガニスタン西部地震          | 6.3 | ヘラート州                               |      |
| 2023年10月11日 | アフガニスタン西部地震          | 6.3 | ヘラート州                               |      |
| 2023年10月15日 | アフガニスタン西部地震          | 6.3 | ヘラート州                               |      |